# ウルトラ怪獣かっとび!ランド
『ウルトラ怪獣かっとび!ランド』（ウルトラかいじゅうかっとびランド）は、玉井たけしによる日本のギャグ漫画作品（SDキャラ原作として横井孝二）。本項では、作品舞台・世界観を同じくする姉妹作品『ウルトラ怪獣かっとび!グレート』、『ウルトラ怪獣4コマ大笑いショー』についても解説する。

## 掲載誌・連載期間
- 月刊コロコロコミック 1988年10月号 - 1993年4月号連載
- 別冊コロコロコミックスペシャル 24号（1988年10月）-42号（1991年10月）連載
- コロコロコミック増刊号 1989年スーパー新年増刊号-1991年夏休み増刊号連載
- 小学二年生 1990年11月号 - 1993年1月号連載
- 小学三年生 1991年5月号掲載
- 小学五年生 1990年8月号 - 1991年3月号連載
- 小学六年生 1989年3月号、1990年3月号、1991年3月号掲載
- てれびくん 2002年11月号 - 2004年11月号連載

## 概要
『ウルトラマン』をはじめとしたウルトラシリーズに登場するウルトラ兄弟や怪獣をSD化させた、1話完結形式のギャグ漫画。一時期、『ウルトラ怪獣かっとび!ランド』と平行して世界観をそのままに4コマ漫画形式とした『4コマ大笑いショー』を連載し、連載終了後には1995年の『ウルトラマングレート』のテレビ放送に合わせ、主人公をグレートに変更した『ウルトラ怪獣かっとび!グレート』として連載再開。『ウルトラ怪獣かっとび!グレート』のエピソードは「グレート編」として単行本10巻（最終巻）に収録されている。3作品の連載時期は以下の通り。
- 『ウルトラ怪獣かっとび!ランド』 1988年10月号 - 1993年4月号
- 『ウルトラ怪獣4コマ大笑いショー』 1989年3月号 - 11月号
- 『ウルトラ怪獣かっとび!グレート』 1995年6月号 - 11月号

ウルトラ兄弟や怪獣をかっとび小学校の生徒や先生という設定に落とし込み、その上でウルトラマンや怪獣たちの本来持つ技や特性をギャグに活用しているのが大きな特徴である。また、舞台のかっとびランドはウルトラマンと怪獣たちが仲良く暮らす世界との設定のため、科学特捜隊などの人間キャラクターはゲスト程度にしか登場せず、ウルトラマンへの変身などの設定もない。
ランドの最終回でかっとび小学校の生徒たちは中学に進学するがかっとび小学校の校舎が中学校としても使われた為、これまでと然程変わらない幕引きとなった。
単行本は同社より全10巻が発売。玉井の連載作品では連載期間・単行本巻数ともに最長。
「てれびくん」で1995年に『ウルトラ怪獣かっとび!ブラザーズ』、1996年に『ウルトラ怪獣かっとび!ゼアス』、2001年に『ウルトラ怪獣かっとび!コスモスくん』を連載。2002年から再び『ウルトラ怪獣かっとび!ランド』のタイトルで連載。さらに2004年には「ウルトラマンDNA」においても『ウルトラ怪獣かっとび!ランドDNA』として連載を開始したが、玉井の死によって終了となった。これらは単行本化されていない。

## 主な登場キャラクター

### ウルトラファミリー
ウルトラマン
主人公。成績優秀な学級委員で、常に微笑みをたたえ、丁寧な口調を崩さない優等生。スペシウム光線や八つ裂き光輪といった必殺技を初め、校舎や家を軽々と持ち上げる怪力も披露し、ケンカにおいても、クラス最強。曲者の怪獣たちが揃うクラスをまとめる大黒柱である。しかし、同時に、クラス中一番の大ボケをやらかす存在でもある。空気の読めない行動や、あり余るパワーや必殺技を間違った方向に使うためにクラスメートが振り回されることもしばしば。その例としてクラスメートの怪獣を物扱いし、ザザーンのラーメン店を潰し、アーストロンの自宅の屋根を横領するなど町の怪獣たちにも迷惑をかけている。
ウルトラの父
本作品の設定ではウルトラ兄弟の実父。同時にマンたちのクラスの担任教師（カネゴン曰く「他に先生がいたのを見たことないぞ。」）。遊ぶことが大好きなダメおやじ。また、頭ごなしに生徒（特にレッドキング）を叱ったり、生徒をうっかり「さらし者」呼ばわりしてしまうなど、教師としてのデリカシーに欠けている。学校では生徒たちの問題行動に振り回され、家では恐妻家という苦労人。かつてはジェロニモンが社長を務める会社に勤務するサラリーマンだった。古くから陰口をたたく癖があるという。
長篇では、マンたちと共に宇宙へ行ったにもかかわらず、マンたちが帰るころには家でウルトラの母の看病をしていた。
ウルトラの母
本作品の設定ではウルトラ兄弟の実母。「鬼ババ」などと呼ばれると逆上し、その際の戦闘力は作中最強で誰にも止めることができない（ウルトラマンに宇宙マンモスと紹介されたことも）。傍若無人で、自分の都合のために民衆を巻き込んだり、利用したりすることもしばしば。お化けの類が苦手。夫婦喧嘩の対戦成績は199勝0敗。
ゲームソフト「ウルトラクエストIV」内部では、3段腹の最終ボス「大ママ王」として登場。
ウルトラセブン
「マンたちの兄」だったが、再登場時は「マンの弟」に変更。本作品では、兄弟の中でミクロ化できるのは彼だけらしい。メカの天才だが、方向音痴で巨大迷路が苦手（ただし初期ならそうでもなかった）。スケートが苦手。理科の勉強をさぼっているという。
ウルトラマンエース
マンの弟。やんちゃな性格。「6×6は66」「1/2と1/3では1/3の方が（書かれた文字が）大きい」と間違えるほど学校の成績は悪いが、学級委員長を務めた経験はあるらしい。マン・タロウとトリオで登場することが多い。出番自体は多いが、痛い目にあうことも多い。
ウルトラマンタロウ
同じくマンの弟。甘えん坊で気弱（話によってはより強調される）、兄弟げんかではいつも割を食っている。成績は悪いが委員長経験あり。腕のキングブレスレットを剣に変化させたことがある。
ウルトラマンキング
山の中の一軒家で一人暮らしをしている老人。ファミリーから「キングじいさん」と呼ばれている。非常に頑固でケチな性格で、ウルトラの父からも恐れられている。花火職人やサンタクロースとしても登場する。痛い目にあうことも多い。
ユリアン
ウルトラ家に預けられた親戚の娘。非常に我侭な性格だが、それを指摘される度に過剰に反省し自殺しようとする。本作品では貴重な女の子ということで、怪獣たちからはチヤホヤされている。本来学校に通う年齢ではないはずだが、いつの間にか学校にいるようになっていた。
ザ・ウルトラマン
マンの従兄弟。アメリカ星に留学していた。英語が上手く、「○○デース」と胡散臭い話し方をする。掃除機を作る技術や医術（本人曰く「NASAの技術」）を持つ。教室をディスコに変えた。
ウルトラマングレート
『かっとび!グレート』から登場した新キャラクターにして2代目主人公。マンに輪をかけてお節介かつ周囲の迷惑を考えない性格で、かつてゲルカドンの住む惑星を滅ぼした前科もある。人助けをした（つもりになった）あと、「かいけつかいけつ」と言いながら自分の尻を掻くのが癖。
帰ってきたウルトラマン
ジャックという名前は使われておらず、ほとんど登場はないが、『かっとび!グレート』における話のひとつに登場し、家の中のゴミを光線で焼いて処理しようとする、荒っぽい性格を披露。また、4コマにおいて自身を「新マン」と呼称。
他、ゾフィー、ウルトラマンレオもいる（どちらも学級委員長経験者）が、主に4コマ編や企画ページでの登場であり、本編にはほとんど登場しない。

### クラスメートの怪獣たち
レッドキング
腕っぷしの強いクラスのガキ大将。自称「怪獣王」。何かにつけウルトラマンに対抗意識を燃やすが、実力はマンの方が上のため大抵返り討ちに遭ってしまう。だが、対抗意識を持っている割にはマンと仲良く付き合っていることが何度かあり、マンがレッドキングのことを「友達」と言っていたこともある。岩投げが得意。凶暴な暴れ者でカネゴンをよくいじめる。タッコングとつるんでいることが多い。その一方で老人（ミラクル星人）には親切。成績はオール1（体育も）で、本人曰く「クラスでカネゴンの次にアホ」でカネゴンがウルトラマンと勉強している時に「このままでは本当にビリになってしまう」と思ったこともある。拳銃で額を撃たれても頭が空っぽだったせいで助かったことがある程。
口ひげをたたえた厳格な父親に気弱な母親と、家族も登場する。体色は赤系。一人称は「おれ」だが、時に「わし」になることも。
カネゴン
銀行の息子。レッドキングと並んで出番が多く、主役になる回も多い。本作の裏主人公とも言える存在。金持ちだが、戦闘の苦手な怪獣のためよくレッドキングたちのいじめに遭い、ウルトラマンに助けを求める。貨幣が大好物で1日3540円もしくはその分の食べ物を食べないと空腹して死んでしまうため、修学旅行の旅費を食べてしまったことがある。成績は勉強、運動、芸術と全てがダメで、クラスの最下位。基本的には気弱で臆病な性格だが、お金で成績の悪さを解決しようとしたり、自分より足の遅いスカイドンを脅迫したり、とある事情で力を手に入れた途端に態度が大きくなったり、普段の一人称の「ぼく」が付け上がると「おれ」になるなど、腹黒く裏表の激しい一面もある。家族は両親が登場している。
バルタン星人
レッドキングの腰巾着的な存在で、常に行動を共にしているが、時には逆らう。（本人曰く、脅されている）後期では主にレッドキングに入れ知恵をしていた。特技は分身で、体をバラバラにして飛ばすことが出来る。何かと損な役回りを引くことが多い。家族は両親と弟が登場しており、父親はプロの忍者。一話だけだが主役になったことがある。
ダダ
オカマ。自分を美しいと思い込んでおり、自己陶酔した行動を取っては同級生たちから顰蹙を買っている。メカが苦手で、レジスターもうまく扱えない。ダダAからダダBへ顔チェンジを行うと、威勢のよい性格に変わる。中盤以降になるとレッドキング・カネゴンと同様に主要キャラクターとして活躍する。数少ない女性キャラであるユリアンに対し、ヤキ持ちを焼いている。父親もオカマ。レスキュー隊として別のダダも登場している。
ケムール人
後頭部の第三の目は無い。クラス1足が速い。跳び箱も得意。スポーツ関係のエピソードではサブキャラクターとして活躍する。
エレキング
尻尾からの放電が得意技で、野外で家電製品を使う際に頻繁に呼ばれる。家が電器店経営。
ネロンガ
4巻と10巻の最終回に登場。4巻ではダダがバイトを勤めるハンバーガー店の客として、10巻では彗星衝突で一人だけヨイトマカ星から逃げようとするグレートを他の怪獣と共に止めに登場している。クリーニング店経営もしているらしい。
シーゴラス
修学旅行費を着服したカネゴンやマンに、他の生徒と一緒に騙されてアルバイトを始めた。ヨイトマカ星の全体マップには津波を起こしている描写がある。
ガラモン
毎回のように登場するが、特にこれといった特徴・能力は無い。ウルトラの父にガラガラにされたことがある。ウルトラマンがトイレの大便器を掃除する際にかめのこたわしとして使われたこともある。スケートをする際にダルマ型のスーツを身に付けていた。
ザラブ星人
変身能力があり、目付きが悪いにせウルトラマンの姿になる。他のキャラクターにそっくりに化けることも出来る。地味なキャラを自称しているが、6巻内の短編や4コマコーナーで主役を務めたこともある。
キングジョー
物を食べて太るという不思議なロボット。体は分離可能で、事あるごとにパーツが外れる。足が無くても空中を浮遊することで移動は可能。機械という特徴ゆえ、体を分解されて機械の材料にされたり、乗っ取られたり、解剖されたりとよく災難にあう。
タッコング
オイルを食べて炎を吹く、オイル怪獣。レッドキングらと共に居ることが多い。ガソリンスタンドを経営する両親が登場している。なお、火を吹く能力は原作では見せていない。
野球が好きらしく、6巻にて中学校の見学の際に「野球部に入りたい」と言っており、8巻でもかっとび小学校のクラブ活動で野球をしている。
将来はたこ焼き屋の経営者か店員になることも夢見ていたようで、そのせいか夏祭りで、たこ焼きを売る準備をしていたこともある。
ウー
全身毛むくじゃらであることがよくネタに使われる。毛の中に無数のノミが潜んでいる。男性。
ナース
体が長いことがよくネタに使われる。
そのことでウルトラマンたちによく振り回されるが、温泉でオナラをした罪をウルトラマンになすりつけたり、メフィラス星人の大学受験応援のために鉢巻になるフリをして彼の頭を締め付けるなど、腹黒い一面を持つ。
ツインテール
その特異な体型がよくネタに使われる。オムツをしている弟がいるらしい。
ペギラ
冷凍光線を吐き空を飛ぶ。気の良い性格。
メフィラス星人
頭が良いが自己中心的。ウルトラ大学合格を夢見ているなど、クラスメートたちからは「ガリ勉」と呼ばれ、あまり良くは思われていない。「〜である」という口調。自宅は灯台。
ブラックキング
かっとびランドを支配しようとやってきた怪獣だが、マンに敗れ、いつのまにかかっとびランドの住人になっていた。口から吐くマグマ光線が武器。事あるごとにレッドキングと喧嘩をしているが、マンを倒すためなら遠慮なく手を組む。
また、第1巻の時点で、マンの同級生として別のブラックキングが登場している。
イカルス星人
ブラックキングの部下として登場したが、その後は彼とはあまり接点の無い同級生となっていた。また、第10巻では彼にからまれている。相撲編だけブラックキングの仲間に復帰。うんこ（カネゴンの）を食わされたり、溺れたのに助けてもらえなかったり（助けてもらえなかったがその後普通に自分で川から上がっている。）空から石をぶつけられたりとなかなか不運。
ガッツ星人
ヨイトマカ星を征服すべく、大挙してやってきた侵略者。ざっと80人はいるという。リーダー格の1人のみ、「G」と書かれた服を身に付けている。いつの間にか同級生となっており、常に1人しか登場しなくなっていた。分身能力あり。ワープ機能付きの円盤を持っていたが、同級生たちにフリスビー替わりに使われて破壊された。
ヒッポリト星人
転校生として登場。前の学校では委員長だったという。先生の前では優等生を装っているが、その裏では同級生たちを陥れたり自分の持ち物を見せびらかしたりする嫌な奴。一応自分の性格が悪いことは自覚している。「ウソ大発見機」なる機械を持っている。
シーボーズ
体が骨でできており、何かあるごとにバラバラになる。家は寺院だったりピラミッドだったりする。
バリケーン
転校生として登場。嵐を起こす能力がある。「タイフーン」と呼ばれた回もある。
スカイドン
体重は20万トンもある怪獣（一回だけ「2万t」と誤植されたことがある）。その体重ゆえにノロマだが、マラソンではウルトラマンの作戦で一位になった。
ギャンゴ
「〜だす」口調で誰の言うことでも聞くクラス1のお人好しだが、頭を強打することで凶暴化する。
ギガス
小学生の個体とケーキ屋店長の個体が登場。
ガマクジラ
川底に住んでキャンプ場の独占を狙った者と、クラスメートの2名が登場。前者はウルトラの母の失敗料理を盗み食いして食中毒を起こすが助けられ、和解する。後者は黒板消しの代わりに舌で黒板を舐めさせられた。
ノーバ
ブラック司令の手下の者と、小学生の2名が登場する。
サドラー
穴掘りで鶴嘴代わりに利用される。出番が多いがほとんど喋らない。
ブルトン
身体が丸いためウルトラマンにボウリングのピン代わりにされるなど、損な役割が多い。やや寡黙。バルンガとブルトンが対戦する4コマ漫画では両者とも何もしなかった。
シャプレー星人
その他大勢の生徒で度々登場。台詞はあまりないが、ウルトラマンやレッドキングに振り回されることが多い。
ベムラー
SFC版ウルトラマンをレッドキングと不快に述べた。ゲーム世界にマンや他の怪獣と召喚された時、最初に挑戦するも、背中の棘が地面に刺さり、敗北。
テレスドン
SFC版ウルトラマンをベムラー同様に不快に述べる。削岩機代わりにマンに利用されることもある。
ゴキネズラ
オニバンバとレッドキング母の試合の流れを変えようとマンに頼まれ、ゴキブリを召喚するが、取り乱したレッドキング母の暴動に振り回された。
アントラー
ウルトラマンが町中の空き缶を集めるために磁力光線で呼び集めるが、廃車や自販機まで来たため、下敷きになる。
ナメゴン
9巻の最終回の扉絵にのみ登場。
ジャミラ
水が苦手で、ポットン便所を使うなど排泄には気をつけている。魚が好物らしい。
グビラ
魚の怪獣のため、食料やユリアンの解剖研究の対象にされかけるなど、損な役割。家族に祖父がいるらしい。なぜか「グドン」となってしまったことがある。
チブル星人
保険医として登場。レッドキングに挑戦して一度返り討ちに遭うが、土下座して頭が大きすぎる蛸体型で頭突きになったため逆転勝利している。
ドドンゴ
ソリの犬代わりにされたり、マンの不注意でガラスに突っ込んだりと損な役割が多い。
キングザウルス3世
ドドンゴ同様ソリの犬代わりにされたり、キュラソ星人の馬にされたりと損な役割が多い。体型上、スキー板で滑る時は流石に四つん這いになる。
バキシム
剣山状の手のため、マンが気絶したギャンゴをビンタで起こすときに使われた。
ゴルドン
全身金色だが、実は金箔だった。ゴルドンの登場エピソードは単行本には未収録。
サボテンダー
マンがゴルドンの金箔張りを証明する際に手伝わされた。その際に全身のトゲを活用している。
ケロニア
吸血能力がよくネタに使われる。
ペスター
胴体が二つある特異な体型がよくネタに使われる。
ザンボラー
発熱能力がネタに使われる。
ヒドラ
他の同級生とユリアンに交際を求める時、ガッツ星人と共に鳥と仲良しなのを見せたが、レッドキングに元々仲間だと一蹴される。
グモンガ
他の同級生とユリアンに交際を求める時、蜘蛛と仲良しなのを見せたが嫌われた。
パンドン
頭が二つあるため、一匹で漫才ができるネタを使った。
ラゴン
水泳能力が高く、マンやレッドキングに評価されている。ウルトラの父に「ぶっさいく」と言われた個体も存在する。
ビラ星人
団扇のような体型をネタに使われる損な役割が多い。中学のサッカー部の先輩として別のビラ星人も登場。
キーラ
自分の大きな目をよくネタに使う。「大便小僧」という品の無い石像（作中では「彫刻」と言っていた）を作りウルトラの父に殴り倒されたこともある。
ダリー
体が小さいことがネタに使われる。
バルンガ
ブルトンと対決するが、両者共に転がる、浮かぶだけだった。
ステゴン
シーボーズと対決するが、互いの肋骨が引っかかり、見物人に引っ張られるが、結局バラバラになる。
ケムラー
毒ガスは尻から出す。鈴虫の真似をしたこともある。
グリーンモンス
花弁をミット代わりに使う。膝小僧の目はない。
ガボラ
顔の周囲の鰭を閉じただの花に見えたため、水をかけられたり花壇に植えられたりする損な役回りが多い。
セブンガー
学園祭準備をしていた。
エレドータス
美術部に所属。絵画時には直立していた。

### その他の登場キャラクター
ミイラ人間
レストランの店員として登場。
ゴース星人
レンタル着ぐるみ屋の店員として登場。
乙姫
服装は中華風。テペト星人に誘拐されたが、マンたちに救出された。しかし、その弾みで玉手箱の煙を浴び、星人共々老化した。ウルトラQ出典のキャラクターだが、原作とは外見も性格も大きく異なる。
ガメロン
乙姫の側近として登場。
ドックン
遊園地の客として登場。キュラソと共演。
キングストロン
ピクニックのシーンに登場。
ポール星人
ピクニック客として登場。
シュガロン
ピクニックなど、様々なシーンに登場。
ウリンガ
バス運転手として登場。かっとび小学校生徒の映画撮影に割り込んだキュラソ星人にバスジャックされる。この場面はそのまま映画のリハーサルに使用され、マンの一言で激怒した。
モチロン
バス乗客の一人。バスジャックを止めたレッドキングに一旦は他の客と感謝するが、マンの一言に激怒した。
ロボネズ
スキー客として登場。マンとエースが雪像建設のためにゲレンデの雪を大量に使ったことに苦情を出した。他にもザゴラス、ビーコン、多数名の怪獣がスキー客として登場。
クイーントータス
温泉客として登場。他にもペテロ、レッドギラス、他数名の温泉客が登場。ゴーロン星人と乱闘を起こしたマンのスペシウム光線で全員感電した。
ペロリンガ星人
かっとび小学校の生徒と神社参拝客として登場。他にもシュガロンが登場している。
ピット星人
中学校テニス部員として登場。
フック星人
ナオール病院の医師として登場。御神籤の大凶を引いたレッドキングの満身創痍姿に怯えて逃亡。
ケンドロス
UMAのカッシーを見物に来た野次馬の一人。マンが同級生の怪獣数名を無理やりひっ付けて造った偽物に騙された。
ザニカ
釣り堀の魚をヤメタランスと逸れた飼い犬に奪われた。そのため、マンが犬の飼い主だと思い込み、マンに弁償を求めた。
ベロン
医者として登場。検尿のコップをマンに大量に奪われた。
サイゴ
マンが救急車を病院に到着させるため、善意で道路渋滞をなくすためにバリアで車ごと跳ね飛ばされた。結局サイゴを含め、夥しい人数の怪我人が病院に運ばれた。
ザラガス
変身前の姿で登場。かっとび小学校体育館建設募金に協力した（マンが懸賞に高級車を付けたため）。
80の怪獣たち
マンとウルトラの父が一時的に転校した他校の生徒、スキー客として数体登場。
サータン
マラソン大会の実況カメラマンとして登場。
アーストロン
マンに学園祭のために自宅の屋根板を横領された。別のアーストロンがマンの同級生として登場。
ムルチ
ジェロニモン社長の取引先の社長として登場。髭が生えている。
キュラソ星人
「宇宙囚人」の異名を持つ犯罪者で、泥棒・銀行強盗など様々な悪事を行う。失敗したが農民のアボラスの西瓜を盗もうとした。警察官のゼットンやマンたちによって度々捕まえられているが、出所したり脱獄したりしてしょっちゅうシャバに戻ってくる。田舎に「キュラ吉」という息子がおり、彼には自分がかっとびランドの王様だと嘘をついている。
バド星人
小さくなったマン、エース、タロウが蜻蛉の群れから逃げる際、虫取り網を持っていたため、利用される。
クール星人
ニュースキャスターとして登場。
モングラー
レッドキングがマンから逃げる時に穴掘り能力を買われ逃亡を手伝わされた。サングラスをかけている。
アボラス
農民や飲食店の客として登場。前者はキュラソ星人に自身が育てていた西瓜を盗まれそうになったり、後者はウルトラマンの接客で熱くないバーガーを口に押し込まれて光線を受け火傷を負わされたりと損な役割。
デットン
飲食店の客としてアボラスと共に登場。ウルトラマンの接客で口を火傷した。
ザザーン
ラーメン屋「ザザーンラーメン」の店長として登場。ガラモンの手伝いに来たマンが八つ裂き後輪で麺の元を切る時、柱まで切られて、店を文字通り潰された。
ボーグ星人
ラーメン屋の客として登場。几帳面過ぎるマンの料理に苦情をぶつけた。
ゲスラ
バーガー店長として登場。助っ人として来たマンと研修のダダの失態で店の信用を失った。
プロテ星人
宅急便屋として登場。マンに上述のラーメン配達を依頼された。
ゼットン
警察官。キュラソ星人をマンたちと共に捕らえているが、脱獄されてしまっている。
ジェロニモン
かっとびランド1の大金持ちである老人。度を越したケチで子供嫌い。いくつもの山を個人の土地として所有している。
グドン
かっとび東大の天才で、超怖い鬼教師。カネゴンの家庭教師としてやってきたが、ウルトラの母にはかなわない。5巻ではないしょ講座その3に登場している。
恐竜戦車
新しい先生だが、気が小さい。
スフラン
密林に生える植物として登場。
ペガッサ星人
遊園地の従業員として登場。マンやレッドキングにアトラクション用ロボット鰐を破壊され、弁償をライブステージ出演に求めた。
ゴーロン星人
旅館『野宿』の大露天風呂にいた客。他の客に迷惑をかけている乱暴者だが、ウルトラマンのスペシウム光線で感電した。
ダンガー
上述の旅館『野宿』の店員。雪山の奥に建つ自身の職場を「駅から（カール・ルイスが直線距離を全力疾走して）3分」と紹介する詐欺まがいのチラシを作っていた。ゴーロン星人を懲らしめたウルトラファミリーに一応感謝はするが、風呂場を壊された責任を修理で取らせる。
ミニキング
レッドキングのいとこ。超負けず嫌い。
ブラック司令
ジグザグ飛行する円盤に乗り、部下のノーバと共にやってきた侵略者。念写が得意。ヨイトマカ星を支配してお菓子やマンガを独り占めするのが夢だが、弱いためかっとびランドの住民にボコボコにされてしまい、ウルトラマンを人質に取る。
オニバンバ
「地獄の夢先案内人」という異名を持つ、女子プロレスチャンピオン。レスラーのパートを始めたレッドキングの母と対戦することになった。
カプセル怪獣
ウインダムは1巻の4コマに登場、ミクラスは3巻に登場、アギラは旅館野宿の大露天風呂の客として登場。
ワイルド星人
バリケーンの強風にも耐える強力な避難シェルターを所有しているが、ウルトラマンの暴走によって破壊されてしまった。
キングマイマイ（幼体）
町の不良など、様々な場所で登場。
スノーゴン
中学生の不良として登場。キングマイマイ幼体とつるむ。
メシエ星雲人
中学テニス部部員として登場。
ケンタウルス星人
中学バスケ部部員として登場。ナースのプレイスタイルにこけた。
エンマーゴ
単行本4巻に登場。大勢のお化けたちと共に宇宙幽霊船に乗ってヨイトマカ星にやってきたが、ウルトラマンたちの活躍で追い払われる。部下からは「大王さま」と呼ばれる。原作とは外見が異なり、閻魔大王そのものな姿となっている。
きさらぎ星人
単行本8巻の長編に登場。オット星の集落で暮らしていたが、ウルトラマンが放ったスペシウム光線で焼き払われてしまう。金にがめつい守銭奴で、ことあるごとにウルトラマンたちを相手に商売（道具屋、棺桶代、登山の入園料、おみやげ屋など）を始めだす。
ドクキエール草
単行本8巻の長編に登場したオリジナルキャラクターで、オット星に生えている。どんな毒も打ち消すといわれる植物で、間抜けな顔をして「ワンワン」と鳴くヒマワリだが、凶暴な別人格(?)の根っこを持ち、そこから相手の血液を吸い取りこれによってオット星は死の星となった。母の血液を吸収しようとするが毒を吸収してしまい自身が瀕死状態となり、キングの助言で毒消しの自分を食べ始めるが、それにより自分で自分を消し去ってしまう。
ゲルカドン
『グレート』に登場。グレートのムチャクチャによって故郷である花の咲き乱れる美しい星「オット星（ドクキエール草の星との関係は不明）」を滅ぼされ、グレートに復讐するためにヨイトマカ星へやってきた。
ゴーデス
『グレート』に登場。容姿は第二形態。グレたレッドキングを悪の道にさそう「わるもの」と書かれたフダを下げていて、さらには背中に筋金まで入れた「フダつきのワル」でかなりの悪者として描かれている。